# Bulbophyllum vulcanorum
Bulbophyllum vulcanorum là một loài phong lan thuộc chi Bulbophyllum.